# Михайло Стецкевич
Михайло Стецкевич (інший варіант прізвища — Стеткевич; 1868, Перемишль — 1934, Голоско, нині Шевченківський район м. Львова) — український громадський діяч, меценат, перший голова осередку українського тіловиховного та руханкового товариства «Сокіл» у Голоску Великому, член товариства «Просвіта» у Львові. 

## Життєпис
Михайло Стецкевич народився 1868 року поблизу Перемишля. Навчався у Львові та Відні, працював писарем у Відні на цісарській службі. Пізніше служив ад'ютантом у львівського намісника. У його обов'язки входило доставляти верхи депеші від намісника цісареві та у зворотному напрямку. Служба позначилася на його здоров'ї, і тому Михайло Стецкевич не міг мати дітей.
Наприкінці XIX століття одружився з Олімпією і молоде подружжя оселилося на Голоску у власній одноповерховій садибі. На початку XX століття власним коштом збудував триповерхову кам'яницю при вулиці Волошковій (нинішня вулиця Замарстинівська, 213) у стилі функціоналізму з використанням стилізованих декоративних елементів, притаманних народній архітектурі: фарбовані під вишивку цегляні вставки, обличкування ламаним каменем. Свій попередній будинок він передав для потреб молодшої школи для дівчат, фундатором якої він був. Школою опікувалися сестри-василіанки. Михайло Стецкевич опікувався церквою Успіння святої Анни та сиротинцем. Частим гостем у домі мецената був митрополит Андрей Шептицький. Він часто обідав у Стецкевичів і також опікувався сиротинцем, тож вмовив бездітне подружжя заопікуватися трьома сиротами — двома хлопцями та дворічною дівчинкою Павліною. Хлопців віддали до школи. 
Під час Листопадового зриву подружжя Стецкевичів арештували за підтримку українського повстання та відправлено до концентраційного табору у Домб'є. За два місяці його дружину звільнили, але Михайло ще певний час залишився в ув'язненні. Служниця Олімпії возила йому до в'язниці передачі, але одного разу відправила з харчами обох хлопців. Вони обидва пропали і лише по війні віднайшлися: один у Польщі, а інший в Англії. Натомість Павліна вийшла заміж за Петра Матчака, рідного брата Михайла Матчака — українського військового і політичного діяча, публіциста та книговидавця. За радянської окупації вона працювала паспортисткою та допомагала упівцям з документами. У повоєнний час Павліну викрили та її було засуджено на 25 років виправних робіт та відправлено до Воркутлагу.
Михайло Стецкевич помер у 1934 році, а його дружина Олімпія — 1947 року та поховані на Янівському цвинтарі у Львові.

## Доля будинку Стецкевичів
Будинок Стецкевичів у лютому 1993 року внесений до реєстру пам'яток архітектури місцевого значення під охоронним № 2439-м. За позовом власників будинку та рішенням Львівського окружного адміністративного суду від грудня 2019 року кам'яниця втратила цей статус, а сам будинок потрібно було знести, звільнивши таким чином місце під нову забудову. Голова ради Львівської обласної організації Українського товариства охорони пам'яток історії та культури Андрій Салюк, архітектор-реставратор Юрій Дубик, доцент кафедри «Архітектури та реставрації» Національного університету «Львівська політехніка» та ініціатор петиції щодо збереження вілли Василь Гаврилишин закликали депутатів міської ради та громадськість підтримали петицію для збереження кам'яниці Стецкевичів на Голоску. У лютому 2020 року депутати Львівської міськради не підтримали електронну петицію про збереження вілли Стецкевичів на вул. Замарстинівській, але вже у листопаді того ж року виконком Львівської міської ради ухвалив рішення «Про збереження статусу будинку на вул. Замарстинівська, 213 у м. Львові». 16 грудня 2020 року, Консультативна рада при департаменті архітектури та розвитку містобудування ЛОДА вирішила залишити статус пам'ятки архітектури місцевого значення віллі Стецкевичів, і скерувати до Міністерства культури та інформаційної політики України документи про внесення цього будинку у Державний реєстр нерухомих пам'яток України.